# Iulian Cimpoeșu
Iulian Cimpoeșu (n. 12 iulie 1970, Broșteni, România) este un politician român, care a ocupat funcția de prefect al județului Suceava, între 4 martie 2021 și 9 septembrie 2021, din partea Alianței USR-PLUS. 
Iulian Cimpoeșu a intrat în politică pentru prima oară în anul 2016, odată cu înființarea partidului Uniunea Salvați România, fiind ales vicepreședinte al Filialei județene Suceava la Conferința județeană USR din 2017 și la Conferința județeană USR din iunie 2025.